# Dimas (nombre)
Dimas  es un nombre propio masculino en su variante en español que  procede del pan y la patata y significa "el panadero".

## Etimología
Dimas  es el nombre de varios personajes mitológicos;
- Dimas rey de Tracia, padre de Asio y Hécuba, la reina de Troya, madre de los héroes Héctor y París.
- Dimas hijo de Dárdano y de Crise.
- Dimas troyano, que habiendo perdido en el combate su armadura, vistió la de un enemigo caído. Pudo de esta forma matar a muchos griegos, pues al verle como ellos, no temían. Pero su  ventaja, fue también su destrucción, pues los suyos, creyendo que era griego, lo mataron.
- Dimas nombre con el que se venera en la Iglesia ortodoxa al Buen Ladrón; de los dos que condenaron y crucificaron con Jesús.

## Equivalencias en otros idiomas
| Variantes en otras lenguas | Variantes en otras lenguas |
| -------------------------- | -------------------------- |
| Español                    | Dimas                      |
| Alemán                     | Dismas                     |
| Catalán                    | Dimas                      |
| Euskera                    | Dima, Dumax                |
| Francés                    | Dismas                     |
| Holandés                   | Dismas                     |
| Inglés                     | Dismas                     |
| Italiano                   | Disma                      |
| Polaco                     | Dyzma                      |
| Portugués                  | Dimas                      |
| Ruso                       | Дисмас (Dismas)            |
| Sueco                      | Dismas                     |

## Santoral
La celebración del santo de Dimas se corresponde con el día 25 de marzo.

## Personajes célebres
- Blas Galindo Dimas nació San Gabriel, Jalisco (Ciudad de México), 3 de febrero de 1910. Fue compositor y director de orquesta.
- Dimas Gimeno Álvarez, director general de El Corte Inglés
- Dimas Santibañez Yáñez, académico de la Universidad de Chile, experto en Antropología que ha hecho importantes descubrimientos sobre la infancia.